# Al-Azhar
Moscheea Al-Azḥar (în arabă الأزهر) este o universitate-moschee situată în Cairo, capitala Egiptului. Aceasta este moschea națională a acestei țări, una dintre cele mai mari și mai vechi moschei din Cairo și unul dintre cele mai renumite centre de învățământ islamic din lume.

## Nume
S-au emis ipoteze potrivit cărora numele Al-Azḥar ar face aluzie la Fatimah, fiica profetului Muḥammad, cunoscută și sub numele az-Zahra (cea luminoasă). Unii autori o numesc Marea Moschee a orașului Cairo.

## Istorie

### Califatul Fatimid
În anul 969 forțele armate ale celui de-al patrulea calif fatimid, Al-Mu'izz li-Din Allah, cuceresc Egiptul. După cucerire, Al-Mu'izz îi cere comandantului său militar, Jawḥar al-Siqillī, să construiască noua capitală. Aceasta va fi numită al-Manṣūriyyah, ulterior Al-Qāhirah. Planul lui Jawḥar al-Siqillī prevedea și construirea unei moschei de mari dimensiuni. Moscheea va fi numită inițial Jami'at al-Qahira, va avea un minaret și va ocupa jumătate din suprafața ocupată în prezent. Primele rugăciuni au avut loc în anul 972. Începând cu anul 989, Al-Azḥar obține statutul de instituție de învățământ: 35 de oameni de știință vor preda teologia șiită ismaʿilită. Finanțarea va reveni califilor fatimizi. În această perioadă se studia: jurisprudența islamică (fiqh), telogia, limba arabă.

### Dinastia Ayyubită
Odată cu preluarea puterii de către dinastia ayyubidă a lui Saladin sau Ṣalāḥ ad-Dīn în anul 1171, Al-Azḥar își va pierde prestigiul și influența, în special din cauza unei largi răspândiri a instituțiilor de tip madrasa în Egipt, Siria și Andaluzia.

### Sultanatul Mameluc
Importanța universității-moschee va crește în perioada mamelucilor. În secolul al XIII-lea Al-Azḥar este reconstruită și renovată. Epoca de aur a Al-Azḥar coincide cu perioada aflării la putere a sultanului mameluc Baibars.

### Imperiul Otoman
După perioada sultanatului mameluc, Al-Azḥar continuă să fie o instituție de mare prestigiu. Otomanii cuceresc Egiptul în 1517. În această perioadă Al-Azḥar va fi independentă din punct de vedere financiar. Către secolul al XVIII-lea universitatea-moschee va fi instituția religioasă dominantă a Egiptului. Otomanii nu au numit niciodată marele imam al moscheii. Această sarcină revenea exclusiv egiptenilor.

### Ocupația franceză
În timpul campaniei militare în Egipt (1798-1801), Napoleon I este surprins de nivelul pregătirii academice a celor de la Al-Azḥar, pe care îi vede atât ca potențiali lideri politici ai statului egiptean, cât și ca potențiali dușmani ai ocupației franceze. Asumându-și riscul unei posibile rezistențe anti-franceze, liderul politic și militar al Franței creează la Cairo un consiliu care va guverna capitala: structură alcătuită din nouă cercetători iluștri avându-l în calitate de lider pe șeicul Abdullah al-Sharqawi, marele imam al Al-Azḥar în acea perioadă. La un moment dat, Napoleon a comparat Al-Azḥar cu celebra universitate franceză Sorbona, spunând că cele două instituții au același prestigiu, deși se află în zone geografice diferite. Recunoașterea meritelor academice a celor de la Al-Azḥar nu împiedică însă liderul francez să bombardeze și să închidă temporar universitatea-moschee atunci când apare o revoltă.

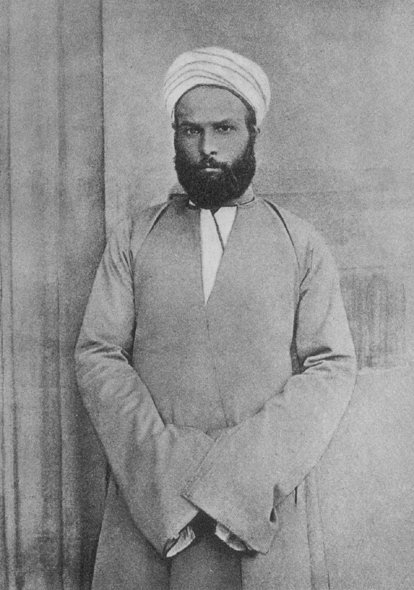
Muḥammad 'Abduh (1849-1905)

### Muḥammad ‘Alī și reforma
Fondatorul statului modern Egipt, Muḥammad ʿAlī Bāšā sau Muhammad Ali al Egiptului a încercat să găsească oameni potriviți care ar putea contribui la modernizarea statului egiptean. Ca și Napoleon I, Muḥammad ʿAlī își îndreaptă atenția spre savanții de la Al-Azḥar. Printre cei care au fost trimiși în țări europene pentru a studia în instituții de prestigiu, se numără și persoane care au studiat la universitatea-moschee. Pregătirea academică europeană le va înlesni participarea la reformele complexe inițiate de liderul egiptean.
Un rol important în reformarea universității l-au avut Jamāl ad-Dīn al-Afghānī (1838/1839-1897) și Muḥammad 'Abduh (1849-1905). Influențat de al-Afghānī, Muḥammad 'Abduh reorganizează modul de desfășurare a activităților academice și încearcă să instituie o nouă teologie islamică, luptând împotriva tradiționalismului și a standardelor care existau de secole. Apar cerințe obligatorii cu privire la admitere și examinări mai exigente; sunt introduse unele cursuri moderne. 
În anul 1930 a fost adoptată o lege cu privire la organizarea studiilor în cadrul colegiilor și facultăților Al-Azḥar. Aceasta stipula desfășurarea studiilor în cadrul a trei facultăți: Teologie islamică, Jurisprudență și Limbă arabă.

### Perioada post-revoluție
În 1960 universitatea-moschee va cunoaște un set complex de reforme și va fi naționalizată. Președintele Gamal Abdel Nasser va reforma și va moderniza sistemul educațional. Vor fi puse bazele facultăților de medicină și inginerie. Statului îi va reveni sarcina numirii rectorului universității. Femeile vor fi admise începând cu anul 1962. Deși apar noi oportunități educaționale și femeile încep să fie admise la instituții de prestigiu ca Al-Azḥar, acestea nu vor ocupa poziții importante în ierarhia statului.

### Situația în prezent
De-a lungul timpului, universitatea-moschee Al-Azḥar a jucat un rol extrem de important în dezvoltarea unor științe ca istoria, matematica, medicina, astronomia, geografia. În prezent, studenții de aici pot studia științele coranice, tradițiile profetului, teologia, jurisprudența, gramatica și literatura arabă, retorica, logica, filosofia, medicina.
Universitatea-moschee își menține independența față de stat. Aceasta poate influența în anumite cazuri unele decizii ale guvernanților. Guvernarea egipteană i-a acordat recent drepturi extinse cu privire la cenzurarea cărților și filmelor.
Deși populația are o altă definiție pentru acesta, șeicul, personaj important al comunității musulmane (umma), este definit de stat ca o persoană care a studiat islamul în cadrul Al-Azḥar.
Al-Azḥar este deschisă pentru toți studenții care doresc să studieze anumite discipline academice sau să aprofundeze cunoștințele cu privire la religia islamică.

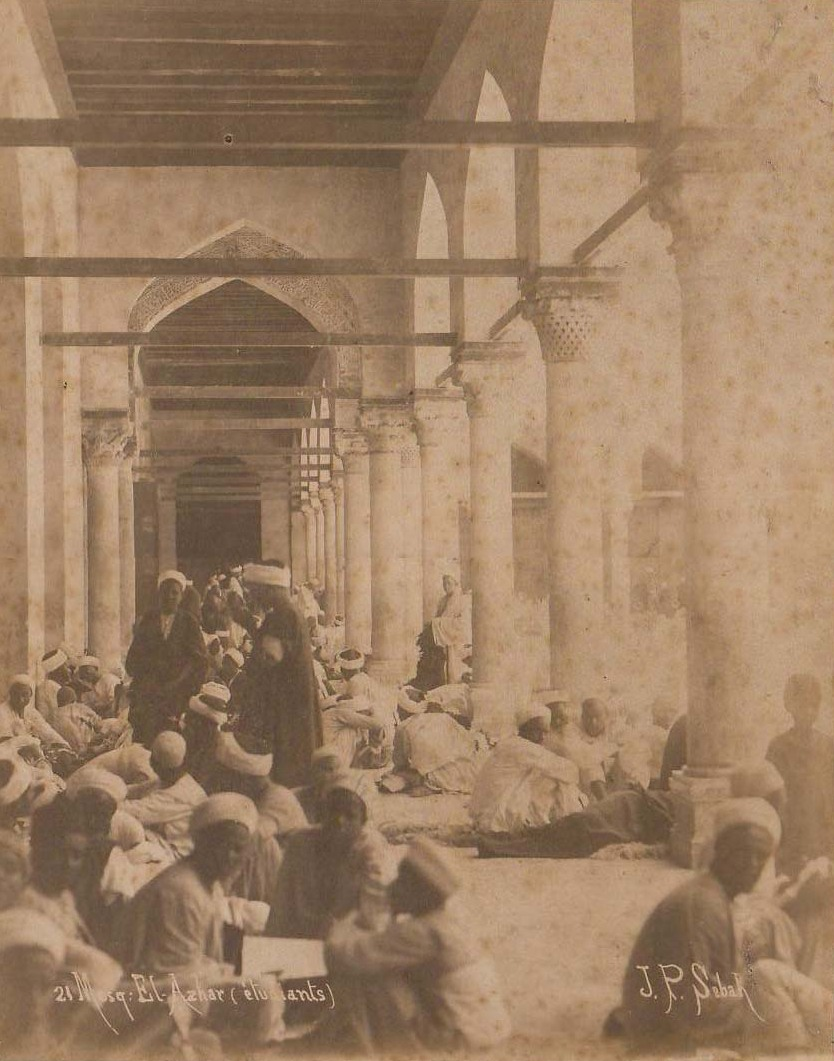
Studenți ai Al-Azḥar, cca 1880

#### Facultăți pentru băieți în Cairo
1. Facultatea de Teologie Islamică
2. Facultatea de Jurisprudență Islamică și Drept
3. Facultatea de Limbă Arabă
4. Facultatea de Studii Islamice și Arabe
5. Facultatea de Medicină
6. Facultatea de Farmacie
7. Facultatea de Stomatologie
8. Facultatea de Agricultură
9. Facultatea de Comerț
10. Facultatea de Inginerie

#### Facultăți pentru fete în Cairo
1. Facultatea de Studii Arabe și Islamice
2. Facultatea de Științe Umaniste
3. Facultatea de Medicină
4. Facultatea de Comerț
5. Facultatea de Științe

## Arhitectură

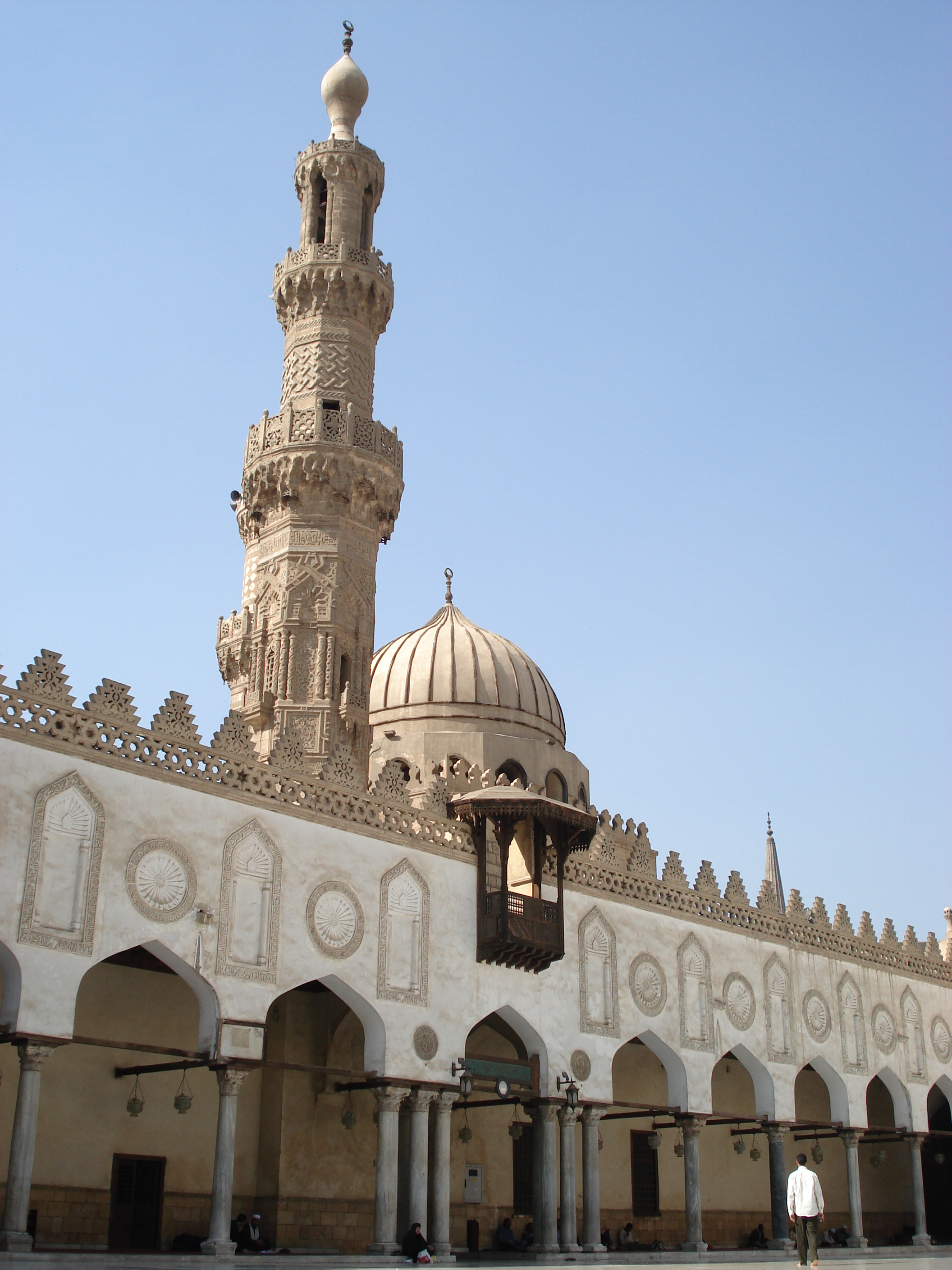
Minaretul Al-Azḥar

Arhitectura Al-Azḥar prezintă o multitudine de stiluri. În forma sa inițială moscheea avea nu patru, ci trei arcade. Coloanele acestora erau construite în stil pre-islamic, iar capitelurile cu ornamente specifice aparțineau stilului corintic. Capiteluri aparținând aceluiași stil observăm la moscheea Al-ِAqmar, construită în anul 1125, cât și la ultima moschee fatimidă din Cairo, Al-Salih Tala'i, construită în anul 1160.
În perioada fatimidă Al-Azḥar are un minaret din cărămidă și o poartă din lemn, care se găsește în prezent într-un muzeu cairot. Califul Al-Ḥāfiẓ li-Dīn Allāh va adăuga moscheii cea de-a patra arcadă, arcele căreia vor fi diferite de restul. În timpul sultanatului mameluc rugăciunile de vineri întrerupte de Ṣalāḥ ad-Dīn vor fi ținute din nou la Al-Azḥar (1266). Sultanul Baibars va înlocui minaretul de la intrare cu unul mai înalt. Exemplul acestuia va fi urmat și de sultanul Barqūq în 1397. Un alt minaret de mari dimensiuni va fi construit de sultanul Al-Ghūrī în anul 1510.
Din cauza donațiilor numeroase, în cadrul Al-Azḥar este deschisă o cantină. Conform estimărilor din anul 1415 circa 750 de persoane, majoritatea săraci egipteni și străini, se stabilesc în apropierea moscheii, pentru a beneficia de ceea ce le oferea instituția.
În perioada otomană mai multe școli pentru băieți (kuttāb) din Imperiul Otoman și din restul lumii islamice sunt construite în apropierea universității-moschee. În prezent cursurile studenților Al-Azḥar au loc în clădiri aflate în imediata apropiere a universității-moschee.